# ماچکاتیتسا
ماچکاتیتسا (به صربی: Mačkatica) یک منطقهٔ مسکونی در صربستان است که در سوردولیکا واقع شده‌است. ماچکاتیتسا ۲۵۹ نفر جمعیت دارد.